# フライ・アメリカ法
フライ・アメリカ法(Fly America Act)は、アメリカ合衆国連邦政府職員等が公務で航空機を利用する際にアメリカ合衆国の航空会社の利用を求めるアメリカ合衆国の連邦法である。
この法律はアメリカ連邦政府の支出となるすべての旅行に適用され、いくつかの例外を除いて米国フラッグ・キャリアの利用を義務づける。対象となる旅行者は、連邦政府職員・その家族、コンサルタント、請負業者、給付金受給者等である。
フライ・アメリカ法は連邦調達規則（FAR(en)）47.4節「米国フラッグ・キャリアによる航空運送」に含まれているので、連邦政府の発注については米国会社・外国会社ともに適用がある。
興味深いことに、米国国務省の航空・運送担当課によれば、フライ・アメリカ法は外国人や外国会社およびその代表者について、国内・国外を問わず適用されるというが、これを強制することは困難であるかもしれず、国際法違反や適用対象者の賠償責任を生じるおそれもある。
フライ・アメリカ法は、反競争的であり米国航空会社を不公正に有利に扱っていると外国に批判されるばかりでなく、特に外国の請負業者にとって旅費支出増の問題を招く。しかし、この法律は米国において民間予備航空隊（CRAF）に参加している航空会社に対する報償の一部であるし、いくつかの時代遅れであり多くの場合不公正な二国間航空協定に対するバランスの役割も果たす。このことは、国務省がこの法律の例外措置をなかなか認めないことの理由のひとつである。米国はこれらの航空協定を、より自由をもたらすオープンスカイ協定に組織的に置き換えつつあり、最近では欧州連合との間でオープンスカイ協定を結んだほか中華人民共和国ともそのような交渉を進めている。